# Pirin Blagoevgrad (1931)
Ne pas confondre avec Pirin Blagoevgrad (1922), autre club bulgare de football.
Pour les articles homonymes, voir Blagoevgrad (homonymie).
Maillots
Le PFK Pirin Blagoevgrad (en bulgare : ПФК Пирин Благоевград), plus couramment abrégé en Pirin Blagoevgrad, est un ancien club bulgare de football fondé en 1931 et disparu en 2009, et basé dans la ville de Blagoevgrad.

## Histoire

### Historique
- 1931 : Création du club sous le nom de Granit Stara Kresna
- 2004 : Changement de nom pour le Pirin 1922 Blagoevgrad
- 2006 : Changement de nom pour le Pirin Blagoevgrad
- 2009 : Disparition du club

### Histoire du club
Le club est fondé sous le nom de Granit Stara Kresna puis change son nom en Makedonska Slava. Le club, basé à Simitli, déménage en 2004 à Blagoevgrad et prend le nom de Pirin 1922 Blagoevgrad. Après 2006, le club renomme son nom en Pirin Blagoevgrad.

## Présidents du club
- Plamen Mirchev